# Pavel Mojžíš
Pavel Mojžíš (ur. 31 października 1977 w Gottwaldovie) – czeski hokeista.

## Kariera
- HC Zlín (1995–2002)
  -  Orli Znojmo (1998)
  -  SK Horačka Slavia Třebíč (1999)
  -  HC Hawierzów (2001)
  -  HC Czeskie Budziejowice (2001)
  -  HC Prostějov (2002)
- HC Kladno (2002–2003)
- Orli Znojmo (2003–2009)
  -  HC Vítkovice (2005)
  -  HC Ołomuniec (2008)
- HC Kometa Brno (2009–2011)
  -  Orli Znojmo (2010)
- Ciarko PBS Bank KH Sanok (2011–2013)
- GKS Tychy (2013–2015)
- LHK Jestřábi Prostějov (2015-2016)
- VHK Vsetín (2016-2017)
- SHK Hodonin (2017-2018)
- HC Uherský Brod (2018-2019)
- Draci Šumperk (2019-)

W czerwcu 2011 został zawodnikiem Ciarko PBS Bank KH Sanok i pozostawał nim w sezonach 2011/2012 i 2012/2013. W maju 2013 podpisał kontrakt z innym polskim klubem, GKS Tychy. Odszedł z klubu po zakończeniu sezonu. Od maja 2015 do marca 2016 zawodnik LHK Jestřábi Prościejów. Od czerwca 2016 zawodnik VHK Vsetín. Pełnił funkcję kapitana drużyny.

## Sukcesy
Klubowe
- Złoty medal mistrzostw Czech: 1999 z HC Zlín
- Brązowy medal mistrzostw Czech: 2002 z HC Zlín
- Puchar Polski: 2011 z Ciarko PBS Bank KH Sanok, 2014 z GKS Tychy
- Złoty medal mistrzostw polski: 2012 z Ciarko PBS Bank KH Sanok, 2015 z GKS Tychy
- Srebrny medal mistrzostw Polski: 2014 z GKS Tychy

Indywidualne
- Polska Liga Hokejowa (2011/2012):
  - Pierwsze miejsce w klasyfikacji strzelców wśród obrońców w sezonie zasadniczym: 16 goli
  - Drugie miejsce w klasyfikacji asystentów wśród obrońców w sezonie zasadniczym: 25 asyst
  - Pierwsze miejsce w klasyfikacji asystentów wśród obrońców w sezonie zasadniczym: 41 punktów
- Turniej finałowy Pucharu Polski 2012:
  - Najlepszy obrońca turnieju
- Polska Liga Hokejowa (2012/2013):
  - Pierwsze miejsce w klasyfikacji strzelców wśród obrońców w sezonie zasadniczym: 17 goli
  - Drugie miejsce w klasyfikacji asystentów wśród obrońców w sezonie zasadniczym: 32 punktów
  - Czwarte miejsce w klasyfikacji +/− w sezonie zasadniczym: +27
- Polska Hokej Liga (2013/2014):
  - Pierwsze miejsce w klasyfikacji strzelców wśród obrońców w sezonie zasadniczym: 16 goli
  - Pierwsze miejsce w klasyfikacji asystentów wśród obrońców w sezonie zasadniczym: 37 asyst
  - Pierwsze miejsce w klasyfikacji asystentów wśród obrońców w sezonie zasadniczym: 53 punktów
- Polska Hokej Liga (2014/2015):
  - Piąte miejsce w klasyfikacji strzelców wśród obrońców w sezonie zasadniczym: 8 goli